# Liza Colón-Zayas
Liza Colón-Zayas (New York, 15 luglio 1972) è un'attrice e drammaturga statunitense.

## Biografia
Liza Colón (Zayas è il cognome del marito, l'attore David Zayas), di origini portoricane, è nata e cresciuta nel Bronx, New York e ha iniziato la sua carriera in spettacoli off-Broadway, in particolare con la compagnia LAByrinth Theater Company.
Tra le altre ha fatto parte del cast di diverse opere di Stephen Adly Guirgis, quali Our Lady of 121st Street, In Arabia, We'd All Be Kings, e Gli ultimi giorni di Giuda Iscariota (tutti per la regia di Philip Seymour Hoffman).
Ha fatto il suo esordio nel teatro tradizionale quando ha scritto, prodotto e interpretato l'one-woman show intitolato Sistah Supreme, un'opera semi-autobiografica in cui raccontava la sua crescita come donna latina a New York negli anni '70 e '80.
Ha recitato in diverse serie televisive come Sex and the City, Law & Order: Special Victims Unit e Blue Bloods, Dexter, The Bear. Sul grande schermo ha interpretato il ruolo di una passeggera nel film United 93 (2006) e del giudice Angel Rodriguez in Sfida senza regole (2008). Nel 2016, ha interpretato Dawn nel film horror La notte del giudizio - Election Year.

## Filmografia parziale

### Cinema
- L'amore infedele - Unfaithful (Unfaithful), regia di Adrian Lyne (2002)
- Keane, regia di Lodge Kerrigan (2004)
- Il colore del crimine (Freedomland), regia di Joe Roth (2006)
- United 93, regia di Paul Greengrass (2006)
- Sfida senza regole (Righteous Kill), regia di Jon Avnet (2008)
- Una scuola per Malia (Won't Back Down), regia di Daniel Barnz (2012)
- La notte del giudizio - Election Year (The Purge: Election Year), regia di James DeMonaco (2016)
- Collateral Beauty, regia di David Frankel (2016)
- Lost Cat Corona, regia di Anthony Tarsitano (2017)
- Naked Singularity, regia di Chase Palmer (2021)
- Cat Person, regia di Susanna Fogel (2023)
- IF - Gli amici immaginari (IF), regia di John Krasinski (2024)
- Spider-Man: Brand New Day, regia di Destin Daniel Cretton (2026)[6]

### Televisione
- Law & Order - I due volti della giustizia (Law & Order) - Serie TV, episodi 12x15, 15x12 e 22x6 (2002-2022)
- Law & Order - Unità vittime speciali  (Law & Order: Special Victims Unit) - serie TV, episodi 5x22, 14x5 e 17x9 (2004-2015)
- Sex and the City - serie TV, episodio 6x18 (2004)
- Dr. House - Medical Division (House, M.D.) - serie TV, episodio 5x8 (2008)
- Nurse Jackie - Terapia d'urto (Nurse Jackie) - serie TV, episodio 1x4 (2009)
- Dexter - serie TV, episodio 5x8 (2010)
- Louie - serie TV, episodi 2x2 e 2x11 (2011)
- Hung - Ragazzo squillo (Hung) - serie TV, episodio 3x10 (2011)
- Blue Bloods - serie TV, episodio 6x13 (2016)
- Titans - serie TV, episodi 1x1 e 1x3 (2018)
- In Treatment - serie TV, 6 episodi (2021)
- The Bear - serie TV, 18 episodi (2022-2023)

## Doppiatrici italiane
Nelle versioni in italiano delle opere in cui ha recitato, Liza Colón-Zayas è stata doppiata da:
- Marina Guadagno in United 93
- Tiziana Avarista in Collateral Beauty
- Paola Majano in Titans
- Daniela Abbruzzese in Naked Singularity
- Anna Cesareni in In Treatment
- Gianna Gesualdo in The Bear
- Antonella Alessandro in IF - Gli amici immaginari